# Кершо (округ)
Округ Кершо (англ. Kershaw County) располагается в штате Южная Каролина, США. Официально образован в 1801 году. По состоянию на 2010 год, численность населения составляла 61 697 человек.
В округе 3 инкорпорированных города: Бетьюн, Камден и Элджин, и две статистически обособленных местности Бойкин и Лугофф.

## География
По данным Бюро переписи США, общая площадь округа равняется 1916,602 км2, из которых 1880,342 км2 суша и 36,260 км2 или 1,890 % это водоёмы.

## Население
| Год  | Численность | Численность |
| ---- | ----------- | ----------- |
| 2010 | 61 697      | [ 2 ] [ 3 ] |
| 2011 | 62 043      | [ 4 ]       |
| 2012 | 62 200      | [ 4 ]       |
| 2013 | 62 516      | [ 4 ]       |
| 2015 | 63 603      | [ 5 ]       |
| 2020 | 65 403      | [ 1 ]       |

По данным переписи населения 2000 года в округе проживает 52 647 жителей в составе 20 188 домашних хозяйств и 14 918 семей. Плотность населения составляет 28,00 человек на км2. На территории округа насчитывается 22 683 жилых строений, при плотности застройки около 12,00-ти строений на км2. Расовый состав населения: белые — 71,61 %, афроамериканцы — 26,29 %, коренные американцы (индейцы) — 0,29 %, азиаты — 0,31 %, гавайцы — 0,03 %, представители других рас — 0,62 %, представители двух или более рас — 0,84 %. Испаноязычные составляли 1,68 % населения независимо от расы.
В составе 33,70 % из общего числа домашних хозяйств проживают дети в возрасте до 18 лет, 55,80 % домашних хозяйств представляют собой супружеские пары проживающие вместе, 13,60 % домашних хозяйств представляют собой одиноких женщин без супруга, 26,10 % домашних хозяйств не имеют отношения к семьям, 22,60 % домашних хозяйств состоят из одного человека, 8,90 % домашних хозяйств состоят из престарелых (65 лет и старше), проживающих в одиночестве. Средний размер домашнего хозяйства составляет 2,58 человека, и средний размер семьи 3,02 человека.
Возрастной состав округа: 26,10 % моложе 18 лет, 7,60 % от 18 до 24, 28,80 % от 25 до 44, 24,50 % от 45 до 64 и 24,50 % от 65 и старше. Средний возраст жителя округа 37 лет. На каждые 100 женщин приходится 93,40 мужчин. На каждые 100 женщин старше 18 лет приходится 90,00 мужчин.
Средний доход на домохозяйство в округе составлял 38 804 USD, на семью — 44 836 USD. Среднестатистический заработок мужчины был 32 246 USD против 22 714 USD для женщины. Доход на душу населения составлял 18 360 USD. Около 9,70 % семей и 12,80 % общего населения находились ниже черты бедности, в том числе — 16,90 % молодежи (тех, кому ещё не исполнилось 18 лет) и 14,10 % тех, кому было уже больше 65 лет.